# Суворы
Суво́ры — село в городском округе Богданович Свердловской области. Подчинено Гарашкинской сельской управе.

## История
По просьбе камышевского крестьянина Ивана Падеры, переехавшего жить на речку Суворыше, в 1694 году была образована деревня Суворы.
В 1916 году село относилось к Ильинской волости. В 1928 году село Суворы (Суворское) входило в Суворский сельсовет Каменского района Шадринского округа Уральской области. В селе провёл школьные годы лётчик-космонавт, герой Советского Союза Павел Иванович Беляев. Ранее село входило в состав Каменского района.
В селе распространены фамилии Андреевы и Падерины.

## Школа
В 1889 году в деревне Суворы была открыта церковная школа грамоты.

## Михаило-Архангельская церковь
В 1912 году открыта Михаило-Архангельская церковь, каменная, однопрестольная, сложена из красного кирпича. Колокольня размещалась над входом в здание, далее следовала маленькая трапезная, из которой арочный вход вёл в храмовый зал с пристроенной в восточной части полукруглой апсидой. В 1922 году из церкви было изъято 2,5 килограмм серебра, а в 1929 году церковь была закрыта. В настоящее время храм разрушается и не восстанавливается.

## Географическое положение

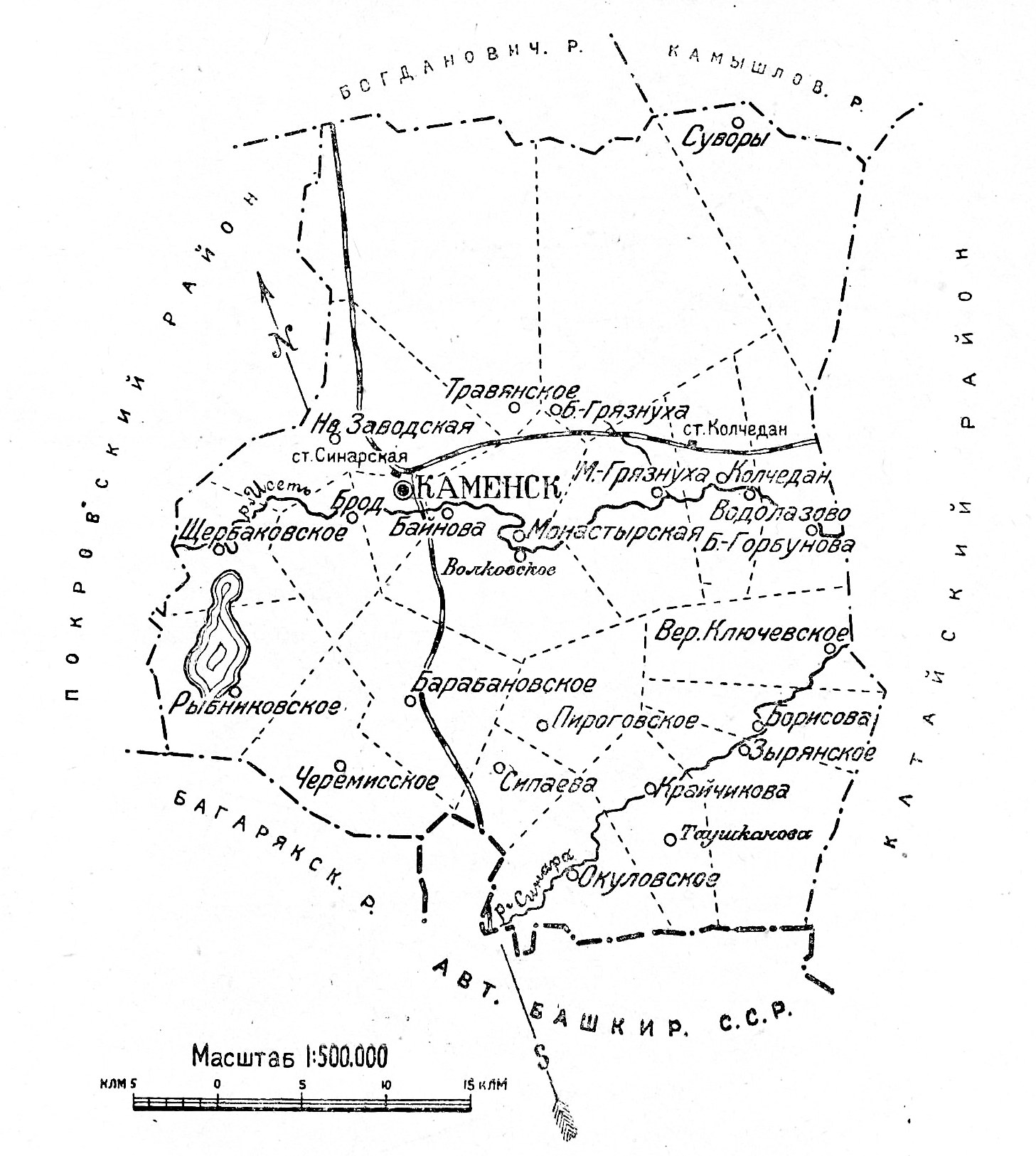
Суворы на схеме Каменского района; 1928 год

Село Суворы расположено на обоих берегах реки Малой Калиновки — правого притока Большой Калиновки, бассейна реки Пышмы, в 31 километре (38 километров по автодороге) на юго-юго-восток от административного центра округа — города Богдановича.

## Население
| 2002 | 2010 | 2021 |
| ---- | ---- | ---- |
| 201  | ↘98  | ↘59  |

В 1926 году в селе было 28 дворов с населением 1326 человек.

## Инфраструктура
В Суворах 13 улиц: Гагарина, Карла Маркса, Кирова, Ленина, Лермонтова, Ломоносова, Льва Толстого, Почтовая, Пушкина, Садовая и Свердлова; 2 переулка: Кирова и Почтовый.